# Герб Советского района (Кировская область)
Герб муниципального образования «Советский район» — опознавательно-правовой знак, составленный и употребляемый в соответствии с правилами геральдики, служащий символом муниципального района «Советский район» Кировской области Российской Федерации.

## Описание герба
Описание герба:
В червлёном (красном) поле вверху — две сообращённые золотые иволги, держащие клювами во главе щита серебряную еловую лапу; внизу — пояс, сложенный из серебряных камней разной формы, с чёрной муровкой. В вольной части — герб Кировской области.

## Обоснование символики
Обоснование символики:
В 1918 году слобода Кукарка была переименована в город Советск. Это первый город в Вятской губернии, созданный Советской властью. Тогда же был основан Советский уезд, преобразованный в 1929 году в район. То, что район родился в Советскую эпоху и носит её имя, отражено в гербе красным полем.
 
Пояс, сложенный из камней, — символ одного из самых развитых промыслов среди местного населения — добычи и художественной обработки опочного камня.
Серебряная еловая лапа с одной стороны указывает на основное природное богатство — леса; а с другой — своими очертаниями символизирует кружева, которыми славятся не только в России, но и за рубежом кукарские мастерицы.
Иволга в геральдике считается птицей-труженицей, и в гербе птицы символизируют те качества человеческого характера, которые необходимы любому мастеру — терпение, трудолюбие, любовь к своему делу.
Червлёный (красный) цвет в геральдике — символ труда, мужества, жизненной силы.
Золото в геральдике — символ постоянства, уважения, прочности, великодушия.
Серебро в геральдике — символизирует чистоту, искренность, чистосердечность, благородство.
Чёрный цвет — символ мудрости, скромности, покоя.

Вольная часть — четырехугольник, примыкающим изнутри к правому верхнему краю герба Советского района с воспроизведенными в нем фигурами герба Кировской области, которые указывают на территориальную принадлежность.

## История создания
- 16 июня 2004 — герб района утверждён решением Советской районной Думы[2].

- Герб Советского района Кировской области включён в Государственный геральдический регистр Российской Федерации под № 1517[1].